# Mads Peder Nordbo
Mads Peder Nordbo (født 6. maj 1970) er en dansk forfatter, der skriver romaner, der foregår i Grønland.

## Baggrund
Nordbo er født og opvokset på Fyn og har derudover boet i Sverige, Tyskland og senest Grønland.
Han er uddannet i nordisk sprog og litteratur samt filosofi og har ved siden af sin forfattervirksomhed arbejdet som bl.a. tekstforfatter, redaktør og kommunikationsekspert.
Nordbo debuterede i 2012 med thrilleren Odins labyrint – et glasbarns fortællinger, der blev fulgt op af Thuleselskabet i 2014. I 2015 udkom hans tredje roman, Gudspartiklen, som blandt andet fokuserer på trafficking og udnyttelse af unge piger og kvinder.
Senest er han begyndt at skrive "arctic noir"-krimier i form af Pigen uden hud (2017) og dens efterfølger Kold angst (2018). Begge disse bøger udspiller sig i grønlandske omgivelser, som Nordbo selv har et nært kendskab til efter at have boet der i fire år.
Nordbos bøger udkommer flere sprog; Pigen uden hud blev således solgt til oversættelse til 17 sprog inden udgivelsen.

## Arctic noir
Genren "arctic noir" er en variant krimigenren nordic noir, hvor forskellen er, at mens nordic noir-værker foregår i de nordiske europæiske lande med en grundlæggende mørk stemning og ofte store vidder, så foregår arctic noir-værker i en arktisk verden med det der følger af endnu større afstande, ødemarker, indlandsis, lokal kultur samt det arktiske klima.

### Bøger skrevet i samarbejde medSara Blædel
- Opløst, (2021 Krimi)
- Sår, (2023 Krimi)

## Bøger kort fortalt

### Bøger om Dea og Liam skrevet i samarbejde medSara Blædel
- Opløst (roman), 2021

Politikommissær Dea og Vicepolitiinspektør Liam bliver kontaktet af Charlottes mand, da Charlotte er forsvundet i nærheden af deres hjem i Tommerup på Fyn. Det bliver startskuddet til en større eftersøgning som sætter hele Fyn mere eller mindre på den anden ende. Folk dør en pinefuld død med politiet som tilskuere.
- Sår (roman), 2023

Dea og Liam bliver sat på en efterforskring af et lig som er blevet skåret i, huden er blevet lavet til låger på udvalgte steder på kroppen, Det er tidligere set, som et politisik motiv af kunstneren/ konservatoren Monika Le Fervre som har gjort noget tilsvarende på dyr. Midt i efterforskingen, forsvinder Zenia som er datter til Politidirektøren Margrethe Dybbøl. Dyreforkæmpere og mobning sætter sit præg på handlingen.